# Håkan Bengtsson (skådespelare)
Håkan Bengtsson född 1974 är en svensk skådespelare.

## Biografi
Bengtsson utbildade sig 1999–2002 vid Cygnet Training Theatre i Exeter i Storbritannien.
Han har bland annat 2010 medverkat som grannen Veikko i filmen Svinalängorna.
År 2020 medverkade han som polisen Erik Johansson i Jakten på en mördare, där polisernas insatser beskrivits som "känslan är mycket autentisk. Tonen återhållen, vemodig och respektfull".
Vid Guldbaggegalan 2023 nominerades Bengtsson till "bästa manliga skådespelare i en biroll" för rollen som "Nils-Åke" i filmen Jag är Zlatan.

## Filmografi
- 2005 – Wallander – Mastermind
- 2006 – Wallander – Jokern
- 2008 – Wallander – One Step Behind
- 2009 – Wallander – Hämnden
- 2010 – Svinalängorna - som Veikko.
- 2017 – Den enda vägen
- 2018 – Ensamma i rymden
- 2020 – De utvalda (TV-serie)
- 2020 – Jakten på en mördare (TV-serie) - som polisen Erik Johansson
- 2022 – Jag är Zlatan - som Nils-Åke
- 2023 – En helt vanlig familj (TV-serie) - som Mikael Blomberg
- 2023 – Sanningen (TV-serie) - som Jens[5]